# Księgi proroków

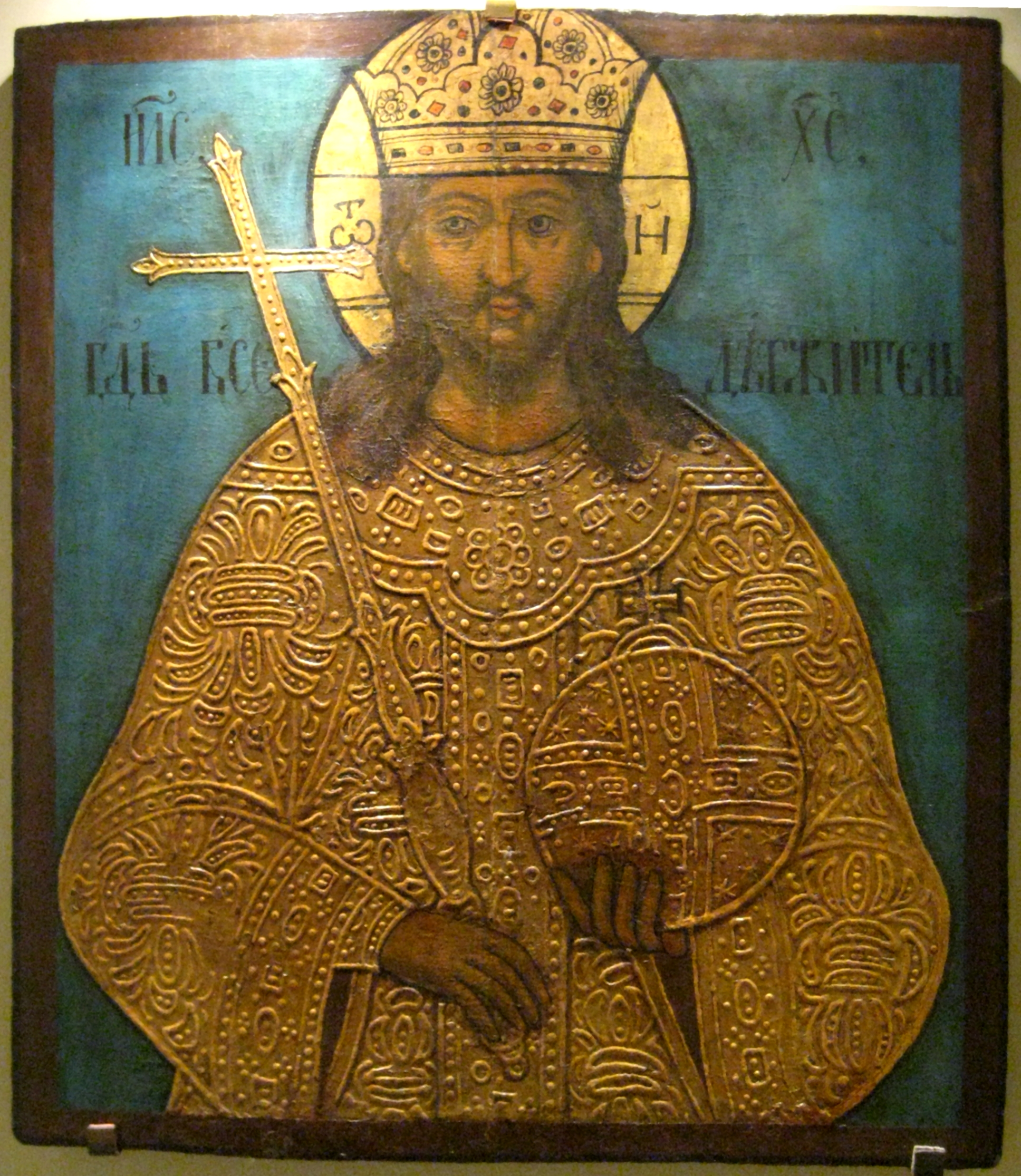
Ikona Chrystusa Króla

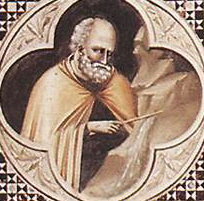
Giotto, Mojżesz

Budda

Księgi proroków – poemat metafizyczno-egzystencjalny Antoniego Langego z 1895. 
Utwór składa się z sześciu kolejnych pieśni:
- Jedność, czyli Księga Mojżesza,
- Wielość, czyli Księga Brahmy,
- Walka, czyli Księga Zaratustry,
- Miłość, czyli Księga Jezusa,
- Konieczność, czyli Księga Mahometa,
- Wyzwolenie, czyli Księga Buddy.

## Treść
Poemat podejmuje próbę odpowiedzi na główne problemy i sens ludzkiej egzystencji w odniesieniu do religii takich jak: judaizm, zaratustranizm, braminizm, buddyzm, islam czy chrześcijaństwo. Odznacza się przy tym erudycją, bogactwem języka (terminologia rodem z pism sanskrytu, egzotyczne sformułowania) i sprawnym warsztatem autora; Lange w każdym poemacie adekwatnie do treści zmienia styl oraz sposób obrazowania.

## Forma
Utwory są napisane w formie sestyny lirycznej, układu stroficznego znanego w Polsce od XVII wieku. Wersy są jedenastozgłoskowe. Każdy z utworów składa się z siedmiu strof, sześciu sześciowersowych i jednej trójwersowej. We wszystkich zwrotkach sześciowersowych tych samych sześć słów powtarza się na końcu wersów, a w strofie trójwersowej występują one w średniówce i klauzuli.

I uczył ludzi na górze Oliwnej,
Choć wiedział naprzód swą Golgotę — Jezus!
Dla przygnębionych — dla cichych — maluczkich,
Baranek boży dobrą niósł nowinę.
Hozanna tobie, o Chryste, hozanna —
Nad krzyżem twoim odkupienia gwiazda!
Zabłysła gwiazda — na górze Oliwnej.
Wieczne hozanna — przyniósł ludom Jezus —
Dobrą nowinę — miłość dla maluczkich!

Sestyna liryczna wywodzi się z literatury prowansalskiej. Za jej twórcę uchodzi trubadur Arnaut Daniel. Sestyny pisali między innymi Francesco Petrarca, Jaroslav Vrchlický i Algernon Charles Swinburne. Użycie przez Langego sestyny jest wyrazem jego parnasistowskich dążeń. Poeta ten wykorzystywał wiele tradycyjnych form stroficznych, między innymi sonet, rondo i balladę francuską.